# Gellenoncourt
Gellenoncourt est une commune française située dans le département de Meurthe-et-Moselle en région Grand Est.

## Géographie
Le territoire est limitrophe de 5 autres communes. Sa superficie est de 361 hectares. Gellenoncourt est à 21 km du centre de Nancy, à 17 km de Lunéville et à 10 km de Champenoux, siège de la communauté de communes Seille et Grand Couronné. La commune a la charge de deux sections de routes communales distinctes avec la particularité qu'aucune ne rejoint la zone urbaine. Le village est desservi par la route départementale D 80A. Le territoire ne comprend pas de massif boisé et par conséquent, la commune n'a pas de ressource forestière.
|              | Réméréville   | Courbesseaux |
| Buissoncourt | Gellenoncourt |              |
| Haraucourt   |               | Drouville    |

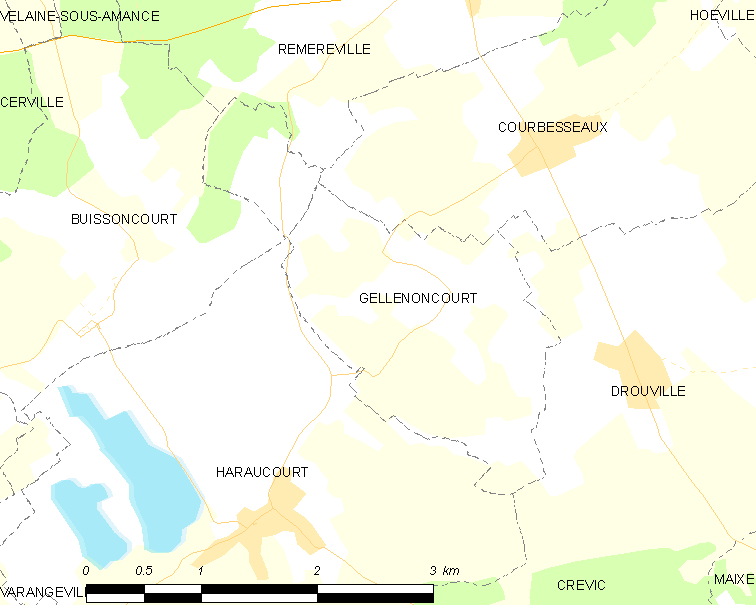
Carte de la commune.
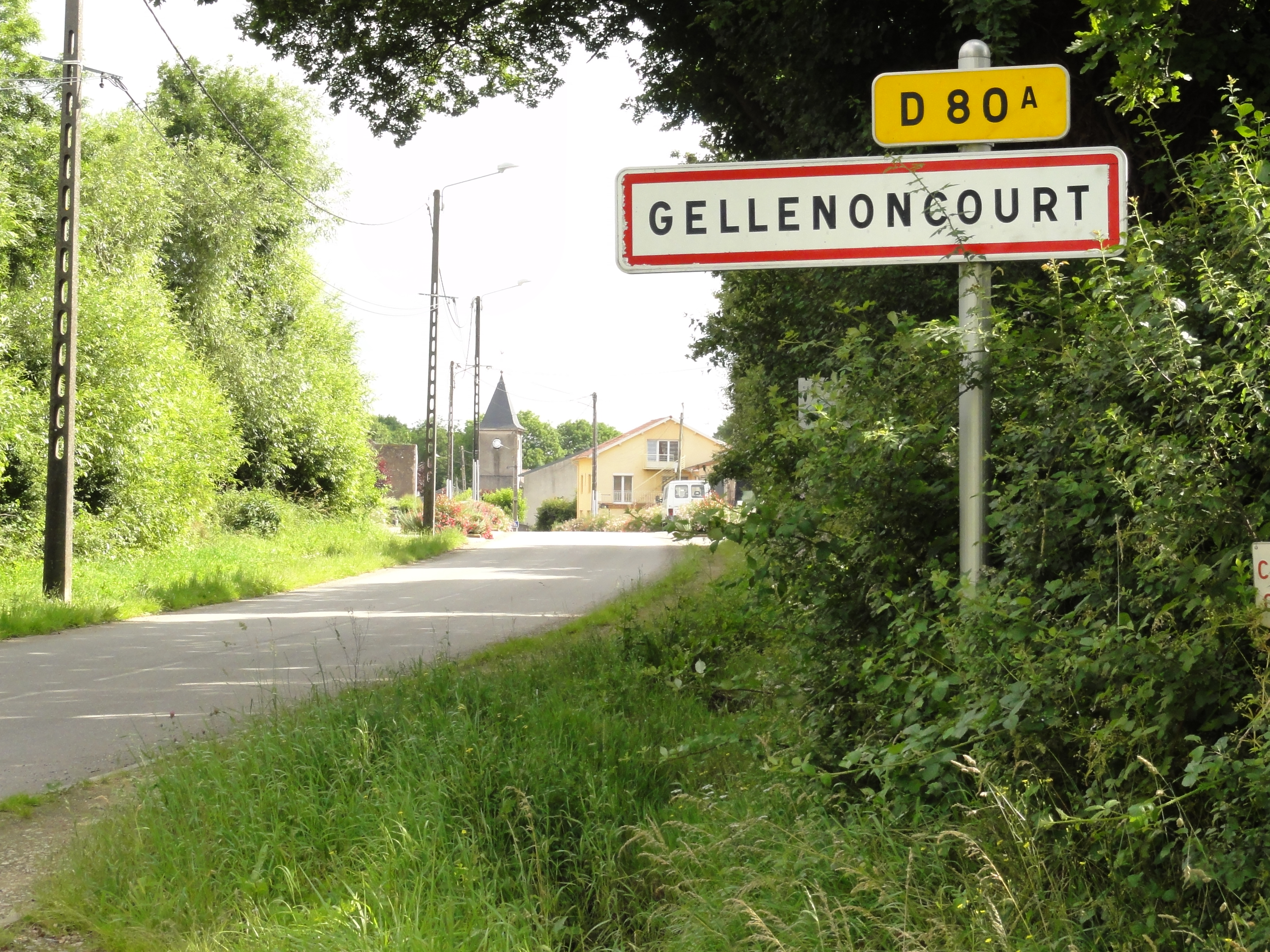
Entrée de Gellenoncourt.

### Hydrographie
La commune est dans le bassin versant du Rhin au sein du bassin Rhin-Meuse. Elle est drainée par la Roanne,.
Le territoire de Gellenoncourt est séparé au nord-est de celui de Réméréville par la la Roanne. D'une longueur de 16 km, celle-ci prend sa source dans la commune de Hoéville et se jette  dans la Meurthe à Saint-Nicolas-de-Port, après avoir traversé neuf communes.

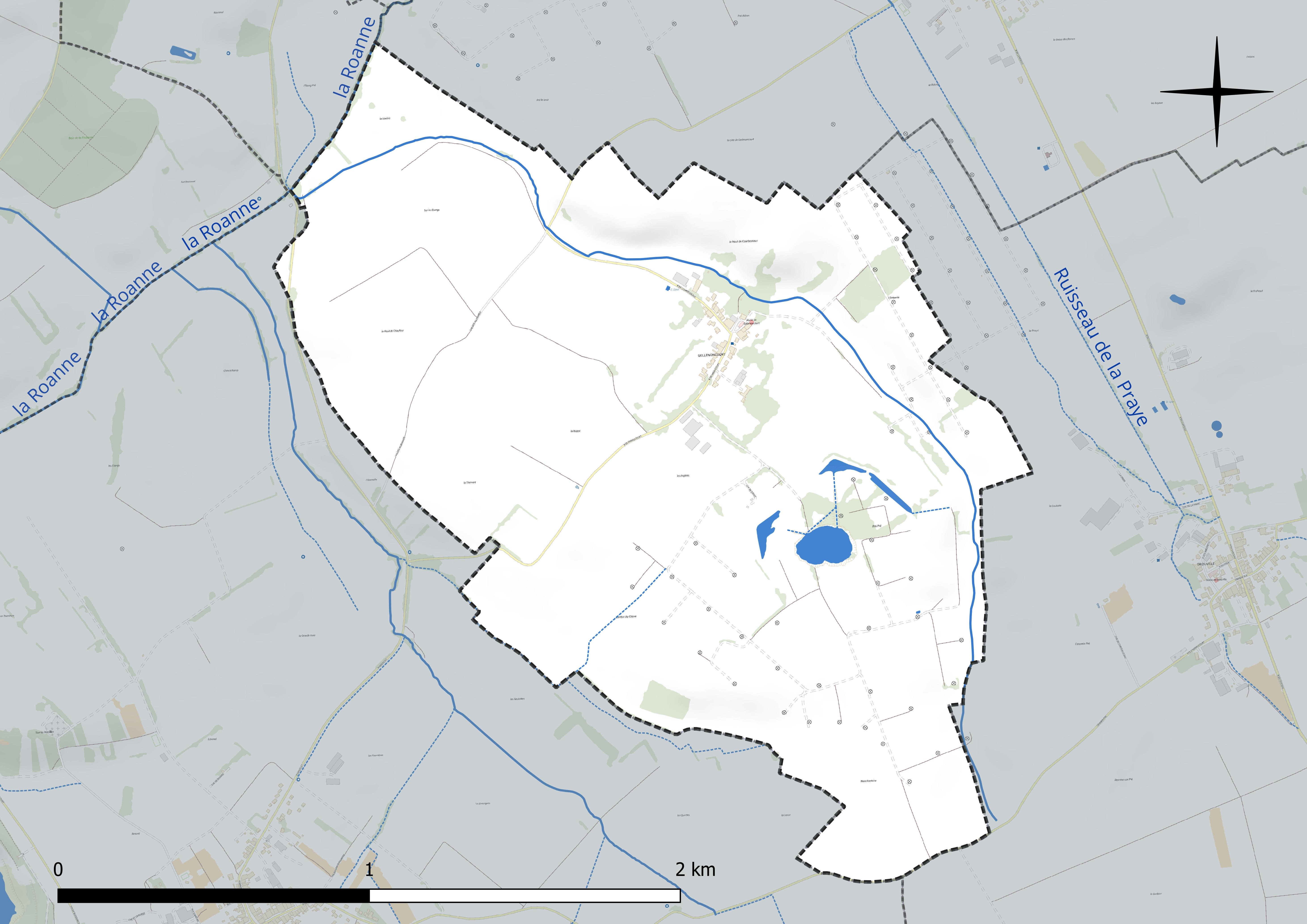
Réseau hydrographique de Gellenoncourt.

### Climat
Pour des articles plus généraux, voir Climat du Grand Est et Climat de Meurthe-et-Moselle.
En 2010, le climat de la commune est de type climat océanique dégradé des plaines du Centre et du Nord, selon une étude du Centre national de la recherche scientifique s'appuyant sur une série de données couvrant la période 1971-2000. En 2020, Météo-France publie une typologie des climats de la France métropolitaine dans laquelle la commune est exposée à un climat semi-continental et est dans la région climatique  Lorraine, plateau de Langres, Morvan, caractérisée par un hiver rude (1,5 °C), des vents modérés et des brouillards fréquents en automne et hiver.
Pour la période 1971-2000, la température annuelle moyenne est de 9,7 °C, avec une amplitude thermique annuelle de 16,9 °C. Le cumul annuel moyen de précipitations est de 752 mm, avec 11,6 jours de précipitations en janvier et 9,3 jours en juillet. Pour la période 1991-2020, la température moyenne annuelle observée sur la station météorologique de Météo-France la plus proche, « Nancy-Essey », sur la commune de Tomblaine à 12 km à vol d'oiseau, est de 11,0 °C et le cumul annuel moyen de précipitations est de 746,3 mm. 
La température maximale relevée sur cette station est de 40,1 °C, atteinte le 24 juillet 2019 ; la température minimale est de −24,8 °C, atteinte le 21 février 1956,,.
Les paramètres climatiques de la commune ont été estimés pour le milieu du siècle (2041-2070) selon différents scénarios d'émission de gaz à effet de serre à partir des nouvelles projections climatiques de référence DRIAS-2020. Ils sont consultables sur un site dédié publié par Météo-France en novembre 2022.

## Urbanisme

### Typologie
Au 1er janvier 2024, Gellenoncourt est catégorisée commune rurale à habitat dispersé, selon la nouvelle grille communale de densité à sept niveaux définie par l'Insee en 2022.
Elle est située hors unité urbaine. Par ailleurs la commune fait partie de l'aire d'attraction de Nancy, dont elle est une commune de la couronne,. Cette aire, qui regroupe 353 communes, est catégorisée dans les aires de 200 000 à moins de 700 000 habitants,.

### Occupation des sols
L'occupation des sols de la commune, telle qu'elle ressort de la base de données européenne d’occupation biophysique des sols Corine Land Cover (CLC), est marquée par l'importance des territoires agricoles (100 % en 2018), une proportion identique à celle de 1990 (100 %). La répartition détaillée en 2018 est la suivante : prairies (50,1 %), terres arables (49,9 %). L'évolution de l’occupation des sols de la commune et de ses infrastructures peut être observée sur les différentes représentations cartographiques du territoire : la carte de Cassini (XVIIIe siècle), la carte d'état-major (1820-1866) et les cartes ou photos aériennes de l'IGN pour la période actuelle (1950 à aujourd'hui).

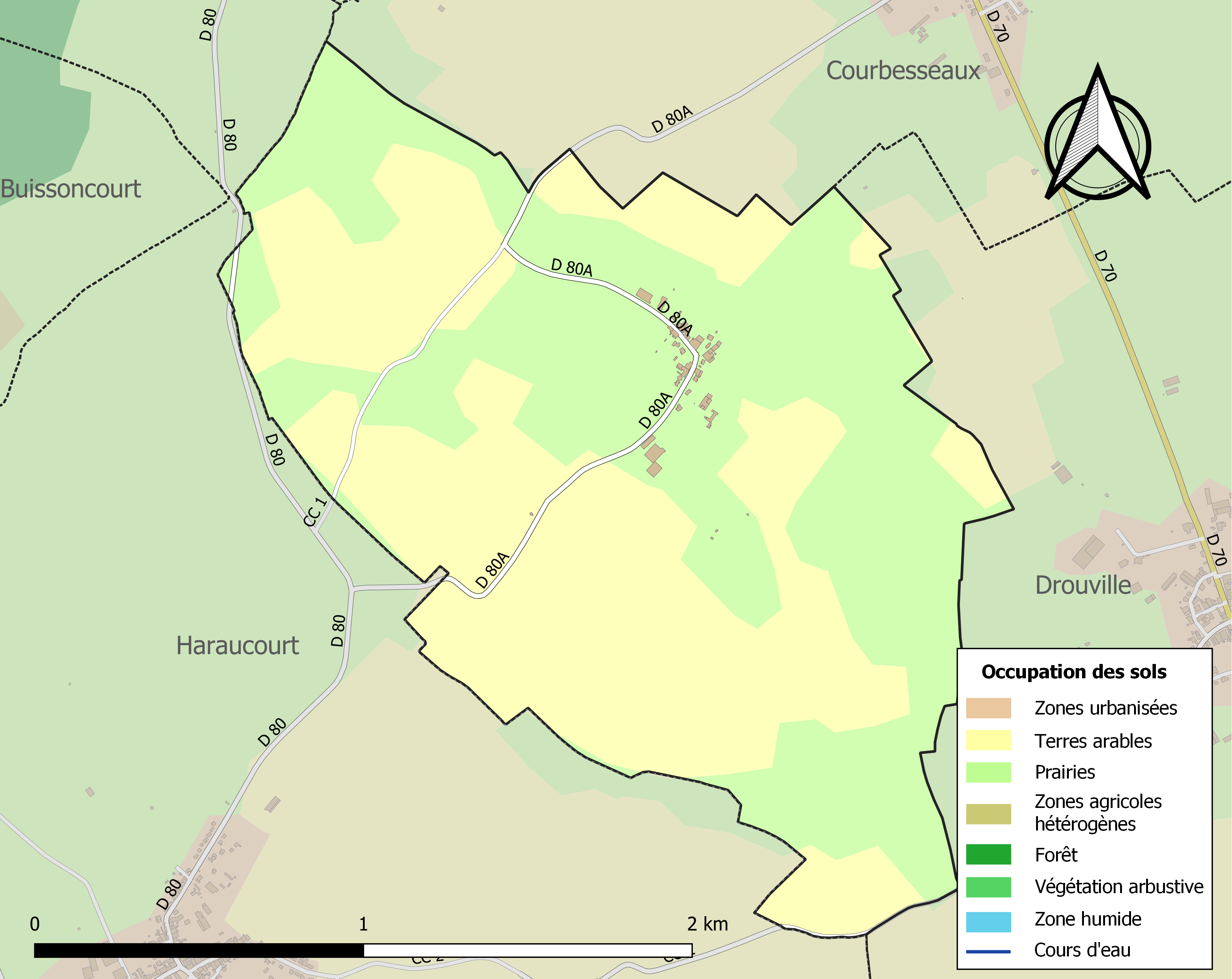
Carte des infrastructures et de l'occupation des sols de la commune en 2018 (CLC).

## Toponymie
Évolution du toponyme : Le nom du village se serait formé à partir de Gelnonis-Curia. Il est ensuite passé par les formes suivantes : Hadewidis de Geveroncort en 1178, Gillerancourt en 1284, Geleraucourt en 1333, Gelelancourt en 1319, Gelnancourt en 1502, Genellaincourt en 1562. A la fin du Moyen Âge, Gellenoncourt est parfois appelé Beaufort, du nom du seigneur détenant le fief. 

## Histoire

### Période pré-romaine

#### Voie antique
Selon plusieurs historiens locaux, il aurait existé une voie pré-romaine reliant Saint-Nicolas-de-Port à Marsal. Ce chemin passerait sous l'actuelle route communale allant du territoire de Haraucourt, en direction de Courbesseaux, parfois appelée chemin des Allemands. Dans sa publication de 2016, Voirie romaine et itinéraires médiévaux : le cas de la Lorraine centrale, Jean-Marie YANTE  représente les routes du sel avec un tronçon Marsal-Saint-Nicolas-de-Port. Il confirme ainsi une route du sel traversant le territoire de Gellenoncourt.

### Moyen Âge
1317 : Collin d'Aumécourt écuyer, déclare être homme de lige pour ce qu'il est possède à Athienville, Hoéville et Gellenoncourt.
XIVe siècle : Réméréville est le chef-lieu d'une mairie comprenant aussi Buissoncourt, Cercueil (Cerville) et Beaufort. Beaufort est en réalité Gellenoncourt qui prend ici le nom du seigneur détenant le fief.
1333 : Aymars, évêque de Metz engage en garantie d'un prêt, la moitié de plusieurs bans et mairies dont le ban de Geleraucourt (Gellenoncourt).

### Ancien régime
1571, le 13 septembre : pour éviter les conflits de juridiction entre le duché de Lorraine et l'évêché de Metz, un traité décide que la Lorraine aura le ban de Réméréville comprenant Beaufort (Gellenoncourt), Cercueil (Cerville), Buissoncourt, Erbéviller et Réméréville. Cette décision ne fut que partielle dans les faits. Seuls Gellenoncourt et Cercueil (Cerville) restèrent attachés à la Lorraine. Les autres faisaient partie de l'évêché de Metz à la veille de la Révolution.
1582 : le duc de Lorraine est seul haut, moyen et bas justicier à Gellenoncourt, et lui appartenant tous commandements, création de maire et justice, confiscations, épaves, attrahières, hautes amendes, basses, moyennes et tous autres droits seigneuriaux de quelle condition qu'ils soient. Les prisons sont au château d'Einville puisque le village est de cette prévôté ainsi que la châtellenie et la recette.
1587, le 9 octobre : le duc Charles III de Lorraine cède à François de Beaufort De Pulligny la terre et seigneurie de Gellenoncourt.
1588, le 9 octobre : François de Beaufort de Pulligny obtient des lettres qui lui permettent de prendre la qualité d'écuyer, de quitter le nom et les armes de Beaufort pour prendre ceux de Gellenoncourt dont il est le seigneur. La même année, il acquiert à Nancy, au 4 rue des Loups, un lot de terrain qui lui permettra de construire l'hôtel de Gellenoncourt. François de Gellenoncourt est honoré du titre de chambellan par Charles III de Lorraine. Il s'installe au château de Gellenoncourt et y fait des réparations. Il profite de ses relations pour transformer la chapelle du village en église paroissiale.
1594 : prévôté et châtellenie d'Einville. Gellenoncourt est mentionné comme fief dans le dénombrement de cette année.
1601, le 4 août ou le 14 août : des lettres de Charles, cardinal de Lorraine, autorisent l'érection en cure de l'église de Gellenoncourt, auparavant annexe de Drouville. On lit dans le registre général d'un pouillé du diocèse de Toul : « Ecclesia separa ab ecclesia parochiali de Drouville et erecta in ecclesiam parochialem.... Institutio 14 augusti 1601 ».
La guerre de Trente Ans dépeupla le village, qui se releva vers le milieu du XVIIe siècle.
1663, le 21 novembre : le sieur Hennequin fait ses reprises pour la seigneurie de Gellenoncourt.
À la fin du XVIIe siècle, Ferdinand de Hennequin, comte de Curel et de Fresnel, chevalier et baron du Saint-Empire, est seigneur de Gellenoncourt.
Dans la déclaration portant réglement pour les cinq hauts-conduits de Lorraine & Barrois d'août 1704, Gellenoncourt est mentionné comme membre de la prévôté d'Einville-au-Jard.
1708, le 13 décembre, on établit des fonds baptismaux.
1710 : prévôté et châtellenie d'Einville, bailliage de Nancy.
1712 : la communauté n'est constituée que de l'admodiateur (orthographe de l'époque), de 4 laboureurs et d'un manouvrier.
1751 : bailliage de Lunéville, généralité de Nancy, coutumes de Lorraine.
1768 : il y a 25 feux (foyers) et 106 communiants. Il faut probablement comprendre 106 personnes communiant à la messe dominicale ?
1771, le 15 octobre : Charles-François d'Hennequin, comte de Curel, gentilhomme de la chambre du feu roi de Pologne, déclare tenir du roi (de France) à titre patrimonial et sans part d'autrui, la terre et seigneurie de Gellenoncourt en haute, moyenne et basse justice ; consistant en château, grange, colombier, maisons, etc..
1772 : les habitants jouissent d'un droit de pâturage d'environ 20 à 25 jours (4 à 5 ha) entre Gellenoncourt et Haraucourt.
1770-1791 : procès entre les communautés de Gellenoncourt et d'Haraucourt à propos des grands paquis.
1779 : Gellenoncourt est curieusement mentionné dans le diocèse de Metz.
Le 16 août 1787 parait une annonce à propos de la vente de la seigneurie de Gellenoncourt. Elle est alors composée des droits de  haute, moyenne et basse justice ; des droits de collation de la cure ; des droits de chasse, bergerie, marcairerie, colombier, cens et rentes ; de 275 jours (~55 ha) de terre et de 40 fauchées de prés ; de portions de dîme à Courbesseaux et à Hoëville et d'un revenu annuel de 2400 livres. La même terre est de nouveau en vente en janvier 1789.

### Révolution française et Empire
1790 : Gellenoncourt fait partie du canton de Buissoncourt.
Selon les statistiques du département de la Meurthe, Hyacinthe JACQUEMOT curé de Gellenoncourt prête serment à la constitution et lit le jour même en public la lettre de l'évêque constitutionnel 10 juillet 1791. Cependant, Jacquemot contesta l'interprétation de son serment faite par la municipalité. Il rappela que sa déclaration contenait une restriction non rapportée dans le compte rendu officiel. Aux élections des cures vacantes des 24-26 juillet 1791, Jacquemot est remplacé mais on n'a aucune trace de son successeur. Il fait une rapide apparition à Gellenoncourt en 1797 mais n'y demeure pas. En 1802, il est nommé curé de Faulx,. Tout porte à croire qu'il est le dernier curé résidant de Gellenoncourt.
Peu de temps avant la mise en place du Concordat, le préfet de la Meurthe avait ordonné une réunion des conseils municipaux de Haraucourt et de Gellenoncourt pour étudier la fusion des deux paroisses. Le Conseil de Gellenoncourt disait que ce n'était pas possible, son église convenait très bien pour ses habitants alors que celle d'Haraucourt était trop petite pour accueillir les deux populations, les chemins entre Haraucourt et Gellenoncourt étaient souvent impraticables. En conséquence de ce refus, Gellenoncourt devient une annexe de Haraucourt en 1802. Le village compte  100 habitants à cette date,.

### Époque contemporaine
1822 : 95 habitants, 21 feux.
1852, le 3 mai : érection d'une chapelle. Henri Lepage ne précise pas à quel endroit. Il s'agit probablement du décret n° 7086 du prince-président, contresigné par le ministre de l'éducation et des cultes. Ce décret érige l'église de Gellenoncourt en chapelle de secours.
1853 : la cure est redevenue annexe de Drouville, probablement depuis 1802.
1838 : le duc et la duchesse d'Orléans versent 100 francs au profit de l'église de Gellenoncourt.
1889, le 16 novembre : la société Marchéville-Daguin ayant son siège à Saint-Nicolas-de-Port dépose une demande d'extension de concession minière de sel gemme incluant le territoire de Gellenoncourt.
En 1891, l'annuaire français de l'épicerie recense 1 cabaret à Gellenoncourt.
En 1905, la maison forte de Gellenoncourt appartient à monsieur d'Arbois de Jubainville.

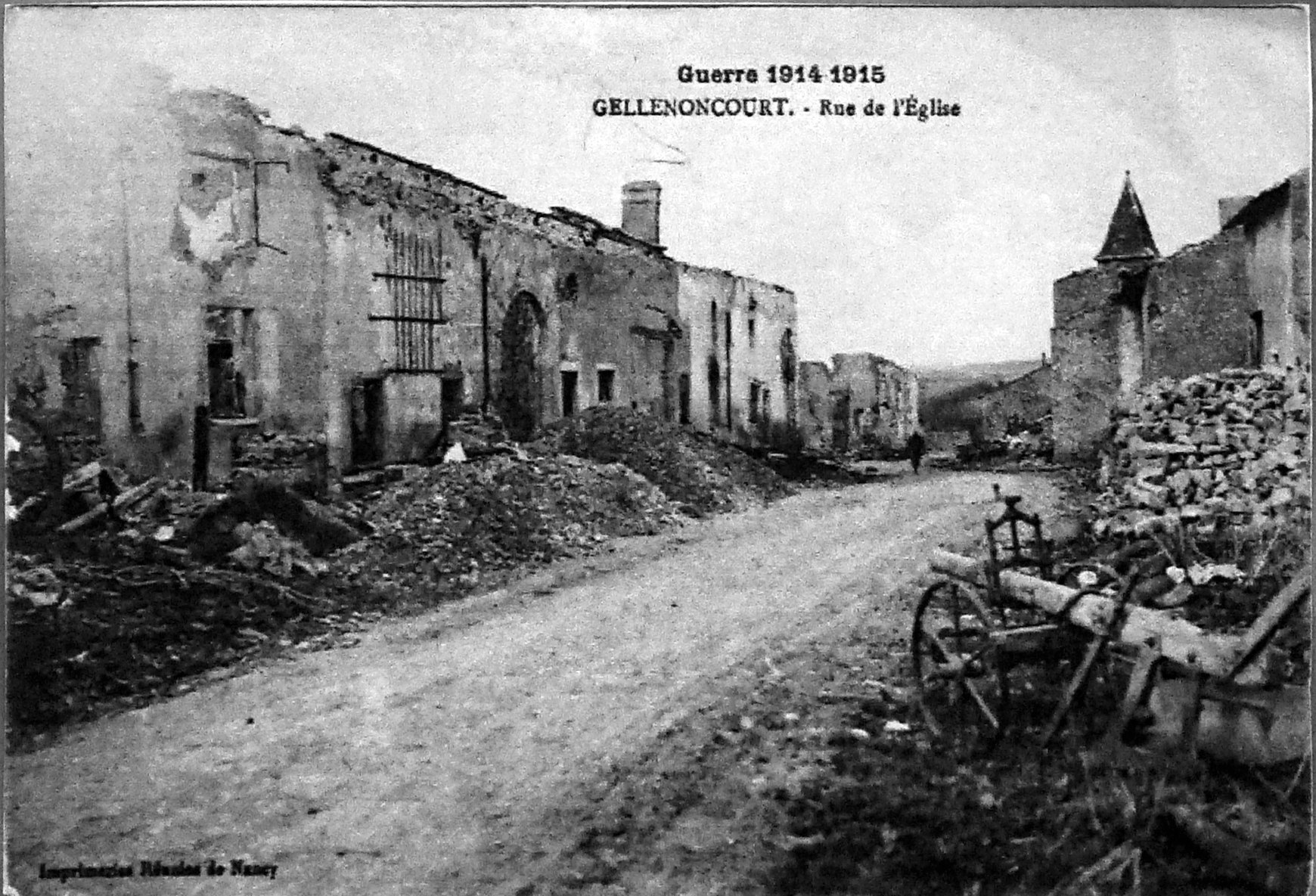
Destructions de la Grande Guerre.

1914 : la Grande guerre fit de nombreuses destructions dans la ville. Le site "mémoire des hommes" recense 133 fiches de soldats français tués sur le territoire communal en août et septembre 1914. Il y eut une victime civile lors des bombardements du village. Le nombre de soldats allemands tués sur la commune est important mais les archives ne sont pas disponibles.
1921, le 20 janvier a lieu l'adjudication des travaux de déblaiement des rues, pour évacuer les gravats résultant des bombardements du village. Le montant des travaux est estimé à 20 000 francs.
1960 : l'école communale ferme définitivement cette année là. Jean-Claude Michel est le dernier instituteur à Gellenoncourt.

## Politique et administration
| Période                                  | Période    | Identité                                      | Étiquette | Qualité                      |
| ---------------------------------------- | ---------- | --------------------------------------------- | --------- | ---------------------------- |
| Les données manquantes sont à compléter. |            |                                               |           |                              |
| 1768                                     | 1790       | Joseph François Geoffroy                      |           |                              |
| 1790                                     | 1792       | Joseph Christophe Poirel                      |           | Admodiateur                  |
| 1792                                     | an 4       | Dominique Burtin                              |           | Officier public              |
| an 4                                     | an 5       | Joseph Christophe Poirel                      |           | Agent de la commune          |
| an 5                                     | an 6       | Jean Joseph Poirel                            |           | Agent de la commune          |
| an 6                                     | an 7       | Antoine Burtin                                |           | Agent de la commune          |
| an 7                                     | 8          | Joseph Christophe Poirel                      |           | Agent de la commune          |
| an 8                                     | an 8       | Pierre Pierot                                 |           | agent de la commune          |
| an 8                                     | 1820       | Nicola François Xavier Gellenoncourt          |           | Maire                        |
| 1820                                     | 1836       | Pierre Pierot                                 |           |                              |
| 1836                                     | 1838       | Alexis Victor Voinier                         |           |                              |
| 1838                                     | 1848       | Dominique Burtin                              |           |                              |
| 1848                                     | 1849       | Jean Joseph Geoffroy                          |           |                              |
| 1849                                     | 1857       | Isidore Geoffroy                              |           |                              |
| 1857                                     | 1872       | François Burtin                               |           |                              |
| 1872                                     | après 1872 | Charles Geoffroy                              |           |                              |
| avant 1876                               | après 1901 | Dominique Burtin                              |           |                              |
| avant 1906                               | 1929       | François-Claude Burtin                        |           | Chevalier du mérite agricole |
| 1929                                     | 1930       | Edmond Xardel                                 |           |                              |
| 1930                                     | 1977       | Charles Poirel                                | royaliste |                              |
| 1977                                     | mars 2008  | Paule Durand                                  | PS        | fille du précédent           |
| mars 2008                                | 2014       | Marie-Luce Lejeune                            |           |                              |
| mars 2014                                | En cours   | Patrick Poirel Réélu pour le mandat 2020-2026 |           |                              |

## Démographie
L'évolution du nombre d'habitants est connue à travers les recensements de la population effectués dans la commune depuis 1793. Pour les communes de moins de 10 000 habitants, une enquête de recensement portant sur toute la population est réalisée tous les cinq ans, les populations de référence des années intermédiaires étant quant à elles estimées par interpolation ou extrapolation. Pour la commune, le premier recensement exhaustif entrant dans le cadre du nouveau dispositif a été réalisé en 2004.

En 2022, la commune comptait 82 habitants, en évolution de +7,89 % par rapport à 2016 (Meurthe-et-Moselle : −0,13 %, France hors Mayotte : +2,11 %).
| 1793 | 1800 | 1806 | 1821 | 1831 | 1836 | 1841 | 1846 | 1851 |
| ---- | ---- | ---- | ---- | ---- | ---- | ---- | ---- | ---- |
| 75   | 100  | 106  | 82   | 91   | 105  | 113  | 80   | 87   |

| 1856 | 1861 | 1872 | 1876 | 1881 | 1886 | 1891 | 1896 | 1901 |
| ---- | ---- | ---- | ---- | ---- | ---- | ---- | ---- | ---- |
| 93   | 94   | 88   | 85   | 79   | 77   | 76   | 70   | 64   |

| 1906 | 1911 | 1921 | 1926 | 1931 | 1936 | 1946 | 1954 | 1962 |
| ---- | ---- | ---- | ---- | ---- | ---- | ---- | ---- | ---- |
| 57   | 65   | 33   | 37   | 39   | 39   | 47   | 53   | 35   |

| 1968 | 1975 | 1982 | 1990 | 1999 | 2004 | 2006 | 2009 | 2014 |
| ---- | ---- | ---- | ---- | ---- | ---- | ---- | ---- | ---- |
| 41   | 30   | 34   | 36   | 35   | 34   | 35   | 58   | 73   |

| 2019 | 2022 | - | - | - | - | - | - | - |
| ---- | ---- | - | - | - | - | - | - | - |
| 79   | 82   | - | - | - | - | - | - | - |

## Économie
Le village est essentiellement agricole. Il compte 2 exploitations en 2019. Le territoire fait l'objet d'une exploitation minière du sel gemme par sondages hydrauliques souterrains. Cette industrie provoque des désordres géologiques irréversibles. La compagnie des salins du midi et des salines de l'Est est l'unique concessionnaire de cette ressource. Cette activité ne génère aucun emploi dans la Commune et son produit fiscal, sous forme de péréquation de la redevance des mines, est insignifiant.

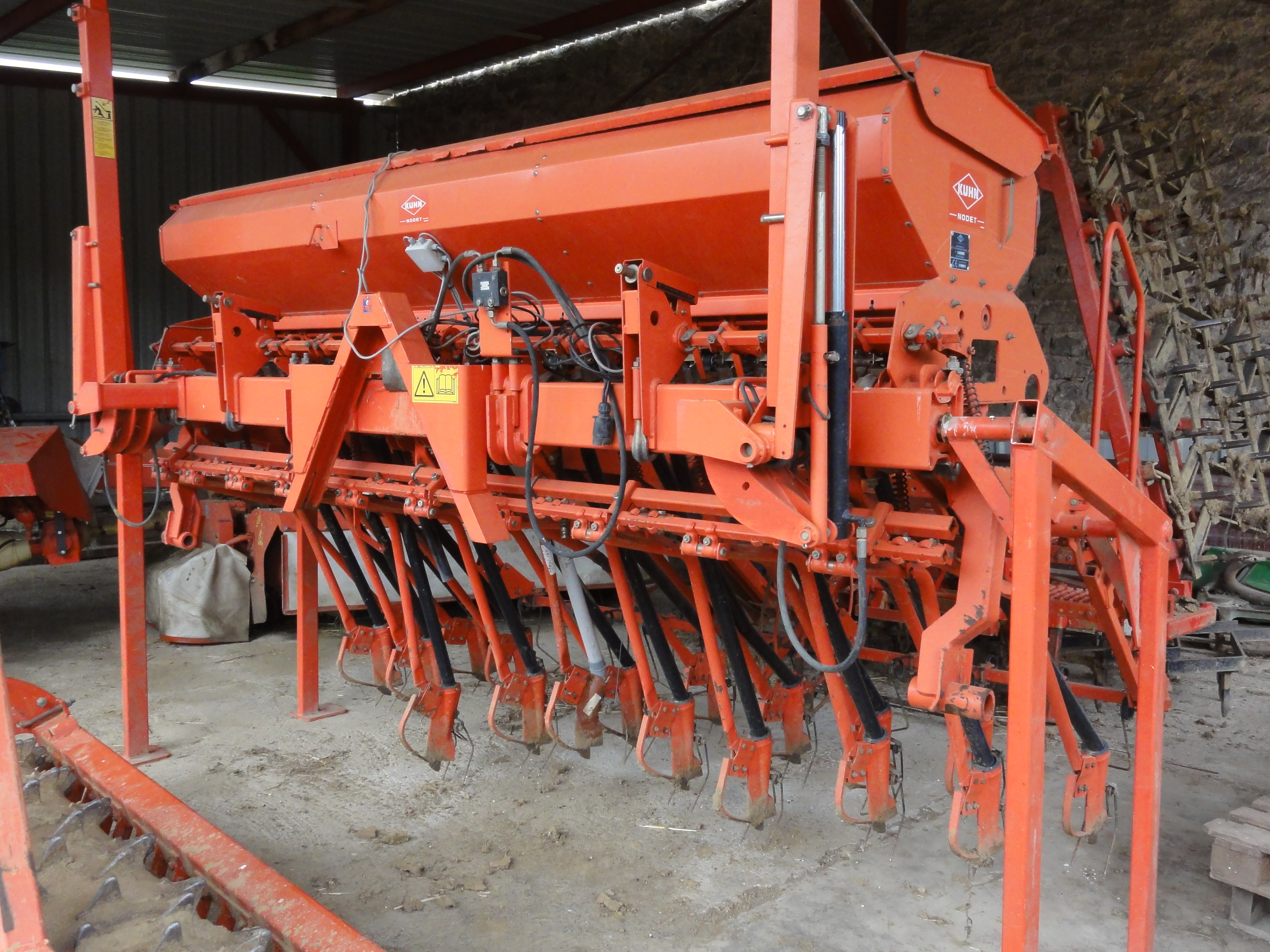
Machine agricole à Gellenoncourt.
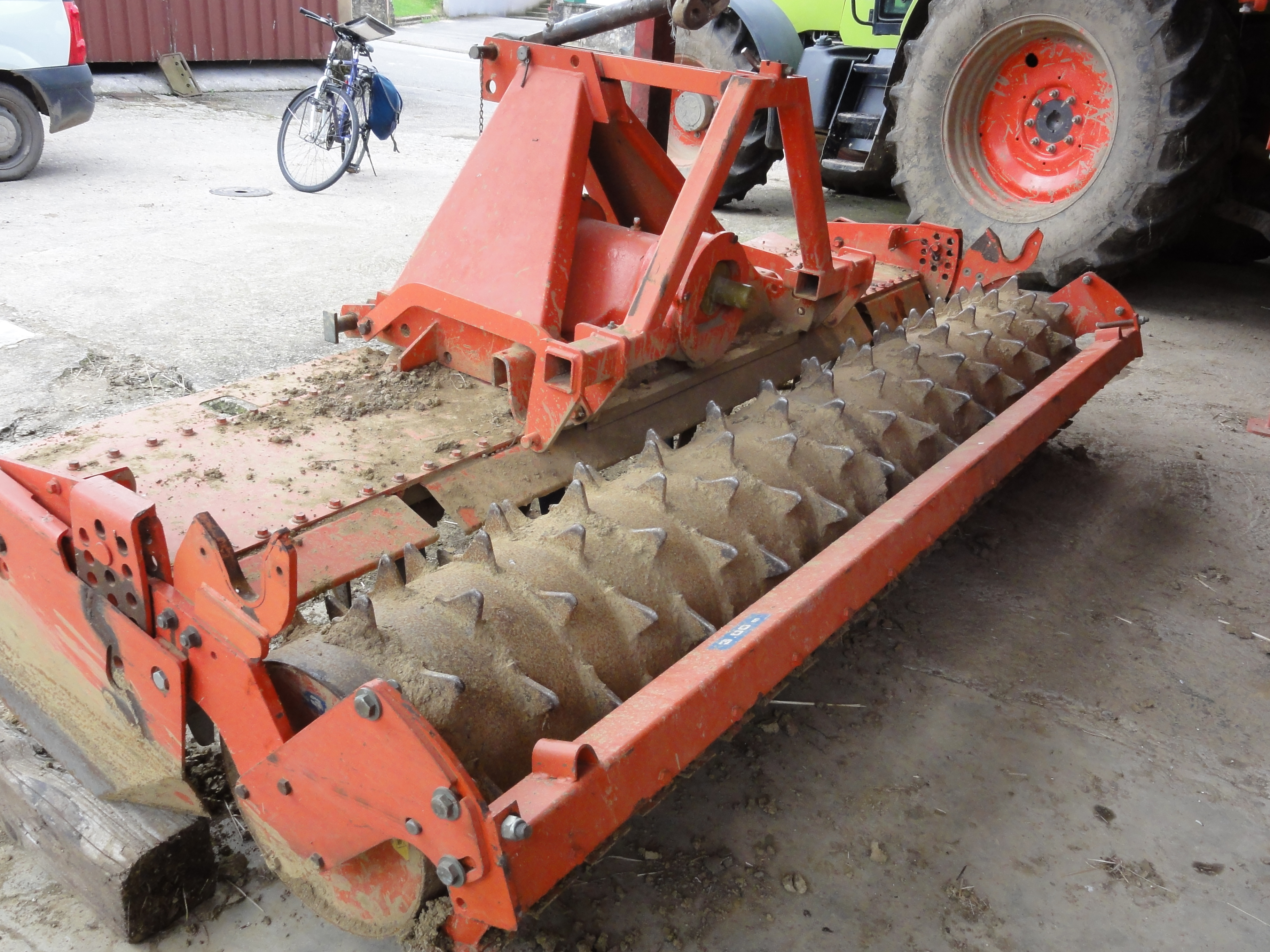
Machine agricole à Gellenoncourt.

## Culture locale et patrimoine

### Lieux et monuments
- Maison forte des XVIe et XVIIe siècles, gravement endommagée lors des combats d'août 1914 : les deux tours carrées disparaissent à cette période.
- Saint-Claude : à l'extrémité Sud du territoire, à une centaine de mètres de l'actuelle route Haraucourt-Drouville et à l'extrémité du chemin rural de Crévic, on peut apercevoir à l'époque des labours, des restes de construction. La carte de Mercator nomme cet endroit Saint-Claude[63]. Dans l'accord de 1601 autorisant l'érection d'une paroisse à Gellenoncourt, il est mentionné un ermitage présentement ruiné[64]. Il s'agit très probablement de Saint-Claude.

### Édifice religieux
- Église de l'Assomption construite en 1772[65], en grande partie détruite en septembre 1914 et rebâtie après le premier conflit mondial ; tour romane remaniée, nef XIXe siècle.
- Pompe.

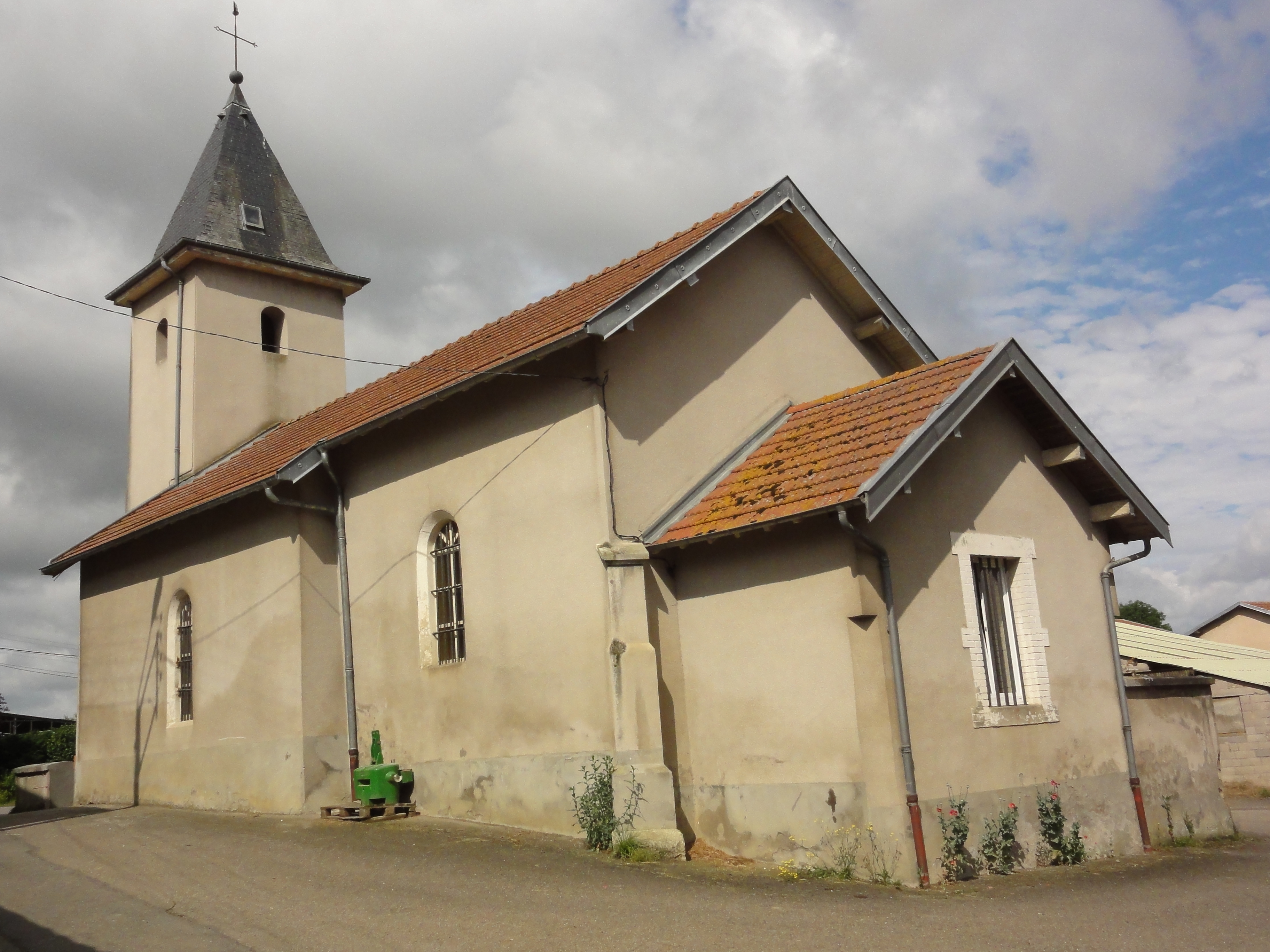
Église de l'Assomption.
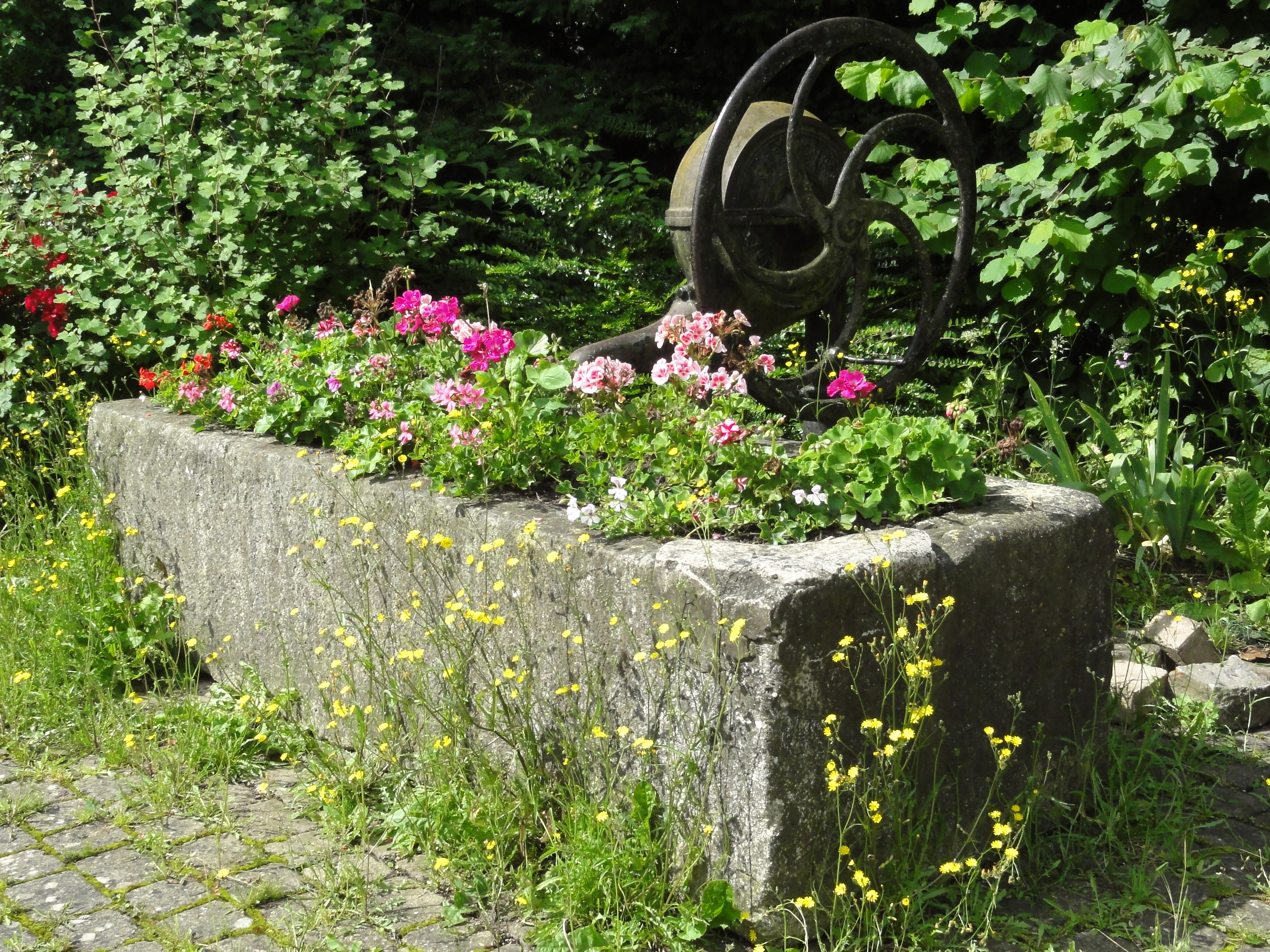
Pompe.

### Héraldique
| Blason de Gellenoncourt | Blason  | D'or au léopard de gueules.                      |
| Blason de Gellenoncourt | Détails | Le statut officiel du blason reste à déterminer. |

### Blason populaire
Les habitants avaient pour sobriquet «les gros sabots».